# Női labdarúgótorna a 2016. évi nyári olimpiai játékokon
A 2016. évi nyári olimpiai játékokon a női labdarúgótornát augusztus 3. és augusztus 19. között rendezték meg. Brazília a rendező jogán automatikus résztvevője volt a tornának.

## Selejtezők
| Esemény                                    | Dátum                | Helyszín                  | Kvóta | Kvalifikált csapatok                           |
| ------------------------------------------ | -------------------- | ------------------------- | ----- | ---------------------------------------------- |
| Rendező                                    | -                    | -                         | 1     | Brazília (BRA)                                 |
| Afrika                                     | 2015. október 18.    |                           | 2     | Dél-afrikai Köztársaság (RSA) · Zimbabwe (ZIM) |
| Ázsia olimpiai selejtező                   | 2016. március 9.     | Japán                     | 2     | Kína (CHN) · Ausztrália (AUS)                  |
| 2014-es női Copa América                   | 2014. szeptember 28. | Ecuador                   | 1     | Kolumbia (COL)                                 |
| CONCACAF olimpiai selejtező                | 2016. február 21.    |                           | 2     | Egyesült Államok (USA) · Kanada (CAN)          |
| OFC olimpiai selejtező                     | 2016. január 26.     | Pápua Új-Guinea Új-Zéland | 1     | Új-Zéland (NZL)                                |
| UEFA: 2015-ös női labdarúgó-világbajnokság | 2015. július 5.      | Kanada                    | 2     | Franciaország (FRA) · Németország (GER)        |
| UEFA olimpiai selejtező                    | 2016. március 9.     | Hollandia                 | 1     | Svédország (SWE)                               |
| Összesen                                   |                      |                           | 12    |                                                |

## Játékvezetők
| Játékvezető              | Asszisztensek                                         |
| AFC                      | AFC                                                   |
| ------------------------ | ----------------------------------------------------- |
| Ri Hjangok (Ri Hyang-ok) | Hong Gumnjo (Hong Kum-nyo) Cuj Jong-mej (Cui Yongmei) |
| Rita Binti Gani          | Allyson Flynn Naomi Teshirogi                         |
| CAF                      |                                                       |
| Gladys Lengwe            | Bernadettar Kwimbira Souad Oulhaj                     |
| CONCACAF                 |                                                       |
| Carol Anne Chenard       | Marie-Josée Charbonneau Suzanne Morisset              |
| Lucia Venegas            | Enedina Caudillo Mayte Chávez                         |
| CONMEBOL                 |                                                       |
| Miranda Marilin          | Mariana de Almeida Yoleida Lara                       |
| Claudia Umpierrez        | Loreto Toloza Neuza Back                              |

| Játékvezető         | Asszisztensek                        |
| OFC                 | OFC                                  |
| ------------------- | ------------------------------------ |
| Anna-Marie Keighley | Sarah Jones Lata Kaumatule           |
| UEFA                |                                      |
| Stéphanie Frappart  | Manuela Nicolosi Yolanda Parga       |
| Teodora Albon       | Petruţa Iugulescu Márii Súkeníkovej  |
| Esther Staubli      | Lucie Ratajová Chrysoula Kourompylia |
| Katerina Monzul     | Natalie Rachynska Sanja Rođak-Karšić |

## Eredmények
A tizenkét résztvevőt három csoportba sorsolták. A csoportokat a férfi labdarúgótorna A–D jelölései után E–G betűkkel jelölték. A csoportok végső sorrendje körmérkőzések után alakult ki. Mindegyik csapat a másik három ellenfelével egy-egy mérkőzést játszott, összesen 6 mérkőzést rendeztek csoportonként. A győzelem három, a döntetlen egy pontot ért. A csoportok első két helyezettje, valamint a két legjobb harmadik helyezettje jutott tovább a negyeddöntőbe, ahonnan egyenes kieséses rendszerben folytatódtak a küzdelmek.
A mérkőzések kezdési időpontjai helyi idő szerint, zárójelben magyar idő szerint olvashatóak.

### Csoportkör
| Színmagyarázat                                                                  |
| ------------------------------------------------------------------------------- |
| A csoportok első két helyezettje bejutott a negyeddöntőbe.                      |
| A csoportok legjobb két harmadik helyezettje bejutott a negyeddöntőbe.          |
| A csoportok legrosszabb harmadik helyezettje és a negyedik helyezettek kiestek. |

#### E csoport
| Csapat                        | M | Gy | D | V | Rg | Kg | Gk | P |
| ----------------------------- | - | -- | - | - | -- | -- | -- | - |
| Brazília (BRA)                | 3 | 2  | 1 | 0 | 8  | 1  | +7 | 7 |
| Kína (CHN)                    | 3 | 1  | 1 | 1 | 2  | 3  | –1 | 4 |
| Svédország (SWE)              | 3 | 1  | 1 | 1 | 2  | 5  | –3 | 4 |
| Dél-afrikai Köztársaság (RSA) | 3 | 0  | 1 | 2 | 0  | 3  | –3 | 1 |

| 2016. augusztus 3. 13:00 (18:00) |

| Svédország (SWE) | 1–0               | Dél-afrikai Köztársaság (RSA) |
| ---------------- | ----------------- | ----------------------------- |
| Fischer 76'      | (0–0) Jegyzőkönyv |                               |

| Estádio Olímpico João Havelange, Rio de Janeiro Nézőszám: 13 439 Játékvezető: Teodora Albon (román) |

| 2016. augusztus 3. 16:00 (21:00) |

| Brazília (BRA)                              | 3–0               | Kína (CHN) |
| ------------------------------------------- | ----------------- | ---------- |
| Mônica 36' Andressa Alves 59' Cristiane 90' | (1–0) Jegyzőkönyv |            |

| Estádio Olímpico João Havelange, Rio de Janeiro Nézőszám: 27 618 Játékvezető: Carol Anne Chenard (kanadai) |

| 2016. augusztus 6. 19:00 (0:00) |

| Dél-afrikai Köztársaság (RSA) | 0–2               | Kína (CHN)                                            |
| ----------------------------- | ----------------- | ----------------------------------------------------- |
|                               | (0–1) Jegyzőkönyv | Ku Ja-sa (Gu Yasha) 45+1' Tan Zsu-jin (Tan Ruyin) 87' |

| Estádio Olímpico João Havelange, Rio de Janeiro Nézőszám: 25 000 Játékvezető: Esther Staubli (svájci) |

| 2016. augusztus 6. 22:00 (3:00) |

| Brazília (BRA)                                         | 5–1               | Svédország (SWE) |
| ------------------------------------------------------ | ----------------- | ---------------- |
| Beatriz 21' 86' Cristiane 24' Marta 44' (11-esből) 80' | (3–0) Jegyzőkönyv | Schelin 89'      |

| Estádio Olímpico João Havelange, Rio de Janeiro Nézőszám: 43 384 Játékvezető: Lucia Venegas (mexikói) |

| 2016. augusztus 9. 21:00 (3:00) |

| Dél-afrikai Köztársaság (RSA) | 0–0         | Brazília (BRA) |
| ----------------------------- | ----------- | -------------- |
|                               | Jegyzőkönyv |                |

| Arena da Amazônia, Manaus Nézőszám: 38 415 Játékvezető: Stéphanie Frappart (francia) |

| 2016. augusztus 9. 22:00 (3:00) |

| Kína (CHN) | 0–0         | Svédország (SWE) |
| ---------- | ----------- | ---------------- |
|            | Jegyzőkönyv |                  |

| Estádio Nacional de Brasília, Brazíliaváros Nézőszám: 7 648 Játékvezető: Olga Miranda (paraguayi) |

#### F csoport
| Csapat            | M | Gy | D | V | Rg | Kg | Gk  | P |
| ----------------- | - | -- | - | - | -- | -- | --- | - |
| Kanada (CAN)      | 3 | 3  | 0 | 0 | 7  | 2  | +5  | 9 |
| Németország (GER) | 3 | 1  | 1 | 1 | 9  | 5  | +4  | 4 |
| Ausztrália (AUS)  | 3 | 1  | 1 | 1 | 8  | 5  | +3  | 4 |
| Zimbabwe (ZIM)    | 3 | 0  | 0 | 3 | 3  | 15 | –12 | 0 |

| 2016. augusztus 3. 15:00 (20:00) |

| Kanada (CAN)                        | 2–0               | Ausztrália (AUS) |
| ----------------------------------- | ----------------- | ---------------- |
| Beckie 1' Sinclair 80' Zadorsky 19′ | (1–0) Jegyzőkönyv |                  |

| Arena de São Paulo, São Paulo Nézőszám: 20 521 Játékvezető: Stéphanie Frappart (francia) |

| 2016. augusztus 3. 18:00 (23:00) |

| Zimbabwe (ZIM) | 1–6               | Németország (GER)                                                       |
| -------------- | ----------------- | ----------------------------------------------------------------------- |
| Basopo 50'     | (0–2) Jegyzőkönyv | Däbritz 22' Popp 36' Behringer 53' 78' Leupolz 83' Chibanda 90' (öngól) |

| Arena de São Paulo, São Paulo Nézőszám: 20 521 Játékvezető: Rita Binti Gani (maláj) |

| 2016. augusztus 6. 15:00 (20:00) |

| Kanada (CAN)                          | 3–1               | Zimbabwe (ZIM) |
| ------------------------------------- | ----------------- | -------------- |
| Beckie 7' 35' Sinclair 19' (11-esből) | (3–0) Jegyzőkönyv | Chirandu 86'   |

| Arena de São Paulo, São Paulo Nézőszám: 30 295 Játékvezető: Olga Miranda (paraguayi) |

| 2016. augusztus 6. 18:00 (23:00) |

| Németország (GER)           | 2–2               | Ausztrália (AUS)  |
| --------------------------- | ----------------- | ----------------- |
| Däbritz 45+2' Bartusiak 88' | (1–2) Jegyzőkönyv | Kerr 6' Foord 45' |

| Arena de São Paulo, São Paulo Nézőszám: 37 475 Játékvezető: Anna-Marie Keighley (új-zélandi) |

| 2016. augusztus 9. 16:00 (21:00) |

| Ausztrália (AUS)                                               | 6–1               | Zimbabwe (ZIM) |
| -------------------------------------------------------------- | ----------------- | -------------- |
| Vanna 2' Polkinghorne 15' Kennedy 37' Simon 50' Heyman 55' 66' | (3–0) Jegyzőkönyv | Msipa 90+1'    |

| Arena Fonte Nova, Salvador da Bahia Nézőszám: 5 115 Játékvezető: Esther Staubli (svájci) |

| 2016. augusztus 9. 16:00 (21:00) |

| Németország (GER)        | 1–2               | Kanada (CAN)     |
| ------------------------ | ----------------- | ---------------- |
| Behringer 13' (11-esből) | (1–1) Jegyzőkönyv | Tancredi 26' 60' |

| Estádio Nacional de Brasília, Brazíliaváros Nézőszám: 8 227 Játékvezető: Ri Hjangok (Ri Hyang-ok) (észak-koreai) |

#### G csoport
| Csapat                 | M | Gy | D | V | Rg | Kg | Gk | P |
| ---------------------- | - | -- | - | - | -- | -- | -- | - |
| Egyesült Államok (USA) | 3 | 2  | 1 | 0 | 5  | 2  | +3 | 7 |
| Franciaország (FRA)    | 3 | 2  | 0 | 1 | 7  | 1  | +6 | 6 |
| Új-Zéland (NZL)        | 3 | 1  | 0 | 2 | 1  | 5  | –4 | 3 |
| Kolumbia (COL)         | 3 | 0  | 1 | 2 | 2  | 7  | –5 | 1 |

| 2016. augusztus 3. 19:00 (0:00) |

| Egyesült Államok (USA) | 2–0               | Új-Zéland (NZL) |
| ---------------------- | ----------------- | --------------- |
| Lloyd 9' Morgan 46'    | (1–0) Jegyzőkönyv |                 |

| Estádio Mineirão, Belo Horizonte Nézőszám: 10 059 Játékvezető: Katerina Monzul (ukrán) |

| 2016. augusztus 3. 22:00 (3:00) |

| Franciaország (FRA)                                   | 4–0               | Kolumbia (COL) |
| ----------------------------------------------------- | ----------------- | -------------- |
| C. Arias 2' (öngól) Le Sommer 14' Abily 42' Majri 82' | (3–0) Jegyzőkönyv |                |

| Estádio Mineirão, Belo Horizonte Nézőszám: 6847 Játékvezető: Ri Hjangok (Ri Hyang-ok) (észak-koreai) |

| 2016. augusztus 6. 17:00 (22:00) |

| Egyesült Államok (USA) | 1–0               | Franciaország (FRA) |
| ---------------------- | ----------------- | ------------------- |
| Lloyd 64'              | (0–0) Jegyzőkönyv |                     |

| Estádio Mineirão, Belo Horizonte Nézőszám: 11 782 Játékvezető: Claudia Umpierrez (uruguayi) |

| 2016. augusztus 6. 20:00 (1:00) |

| Kolumbia (COL) | 0–1               | Új-Zéland (NZL) |
| -------------- | ----------------- | --------------- |
|                | (0–1) Jegyzőkönyv | Hearn 31'       |

| Estádio Mineirão, Belo Horizonte Nézőszám: 8 505 Játékvezető: Gladys Lengwe (zambiai) |

| 2016. augusztus 9. 18:00 (0:00) |

| Kolumbia (COL)  | 2–2               | Egyesült Államok (USA) |
| --------------- | ----------------- | ---------------------- |
| C. Usme 26' 90' | (1–1) Jegyzőkönyv | Dunn 41' Pugh 59'      |

| Arena da Amazônia, Manaus Nézőszám: 30 557 Játékvezető: Teodora Albon (román) |

| 2016. augusztus 9. 19:00 (0:00) |

| Új-Zéland (NZL) | 0–3               | Franciaország (FRA)                         |
| --------------- | ----------------- | ------------------------------------------- |
|                 | (0–1) Jegyzőkönyv | Le Sommer 38' Cadamuro 63' 90+2' (11-esből) |

| Arena Fonte Nova, Salvador da Bahia Nézőszám: 7 350 Játékvezető: Lucia Venegas (mexikói) |

### Egyenes kieséses szakasz

#### Ágrajz
|  |                              |                        |                              |                              |       |                  |                              |                              |                              |                              |               |       |       |
|  | Negyeddöntők                 | Negyeddöntők           | Negyeddöntők                 |                              |       | Elődöntők        | Elődöntők                    | Elődöntők                    |                              |                              | Döntő         | Döntő | Döntő |
|  | Negyeddöntők                 | Negyeddöntők           | Negyeddöntők                 |                              |       | Elődöntők        | Elődöntők                    | Elődöntők                    |                              |                              | Döntő         | Döntő | Döntő |
|  | augusztus 12., 22:00 (3:00)  |                        |                              |                              |       |                  |                              |                              |                              |                              |               |       |       |
|  |                              |                        |                              |                              |       |                  |                              |                              |                              |                              |               |       |       |
|  | E1                           | Brazília (BRA)         | 0 (7)                        |                              |       |                  |                              |                              |                              |                              |               |       |       |
|  | E1                           | Brazília (BRA)         | 0 (7)                        | augusztus 16., 13:00 (18:00) |       |                  |                              |                              |                              |                              |               |       |       |
|  | FG3                          | Ausztrália (AUS)       | 0 (6)                        |                              |       |                  |                              |                              |                              |                              |               |       |       |
|  | FG3                          | Ausztrália (AUS)       | 0 (6)                        |                              |       | Brazília (BRA)   | Brazília (BRA)               | 0 (3)                        |                              |                              |               |       |       |
|  | augusztus 12., 13:00 (18:00) |                        |                              |                              |       | Brazília (BRA)   | Brazília (BRA)               | 0 (3)                        |                              |                              |               |       |       |
|  |                              |                        | Svédország (SWE)             | Svédország (SWE)             | 0 (4) |                  |                              |                              |                              |                              |               |       |       |
|  | G1                           | Egyesült Államok (USA) | Svédország (SWE)             | Svédország (SWE)             | 0 (4) | 1 (3)            |                              |                              |                              |                              |               |       |       |
|  | G1                           | Egyesült Államok (USA) |                              |                              |       | 1 (3)            | augusztus 19., 17:30 (22:30) |                              |                              |                              |               |       |       |
|  | EF3                          | Svédország (SWE)       | 1 (4)                        |                              |       |                  |                              |                              |                              |                              |               |       |       |
|  | EF3                          | Svédország (SWE)       | 1 (4)                        |                              |       | Svédország (SWE) | Svédország (SWE)             | 1                            |                              |                              |               |       |       |
|  | augusztus 12., 19:00 (0:00)  |                        |                              |                              |       | Svédország (SWE) | Svédország (SWE)             | 1                            |                              |                              |               |       |       |
|  |                              |                        | Németország (GER)            | Németország (GER)            | 2     |                  |                              |                              |                              |                              |               |       |       |
|  | F1                           | Kanada (CAN)           | Németország (GER)            | Németország (GER)            | 2     | 1                |                              |                              |                              |                              |               |       |       |
|  | F1                           | Kanada (CAN)           | augusztus 16., 16:00 (21:00) |                              |       | 1                |                              |                              |                              |                              |               |       |       |
|  | G2                           | Franciaország (FRA)    | 0                            |                              |       |                  |                              |                              |                              |                              |               |       |       |
|  | G2                           | Franciaország (FRA)    | 0                            |                              |       | Kanada (CAN)     | Kanada (CAN)                 | 0                            | Bronzmérkőzés                | Bronzmérkőzés                | Bronzmérkőzés |       |       |
|  | augusztus 12., 16:00 (21:00) |                        |                              |                              |       | Kanada (CAN)     | Kanada (CAN)                 | 0                            | Bronzmérkőzés                | Bronzmérkőzés                | Bronzmérkőzés |       |       |
|  |                              |                        | Németország (GER)            | Németország (GER)            | 2     |                  |                              | augusztus 19., 13:00 (18:00) | augusztus 19., 13:00 (18:00) | augusztus 19., 13:00 (18:00) |               |       |       |
|  | E2                           | Kína (CHN)             | Németország (GER)            | Németország (GER)            | 2     | 0                |                              | augusztus 19., 13:00 (18:00) | augusztus 19., 13:00 (18:00) | augusztus 19., 13:00 (18:00) |               |       |       |
|  | E2                           | Kína (CHN)             |                              |                              |       |                  |                              | Brazília (BRA)               | Brazília (BRA)               | 1                            |               |       |       |
|  | F2                           | Németország (GER)      | 1                            |                              |       |                  |                              | Brazília (BRA)               | Brazília (BRA)               | 1                            |               |       |       |
|  | F2                           | Németország (GER)      | 1                            |                              |       | Kanada (CAN)     | Kanada (CAN)                 | 2                            |                              |                              |               |       |       |
|  |                              |                        |                              |                              |       | Kanada (CAN)     | Kanada (CAN)                 | 2                            |                              |                              |               |       |       |

#### Negyeddöntők
| 2016. augusztus 12. 13:00 (18:00) |

| Egyesült Államok (USA)         | 1–1 (h. u.)       | Svédország (SWE)                         |
| ------------------------------ | ----------------- | ---------------------------------------- |
| Morgan 77'                     | (0–0) Jegyzőkönyv | Blackstenius 61'                         |
| Büntetőpárbaj                  |                   |                                          |
| Morgan Horan Lloyd Brian Press | 3–4               | Schelin Asllani Sembrant Seger Dahlkvist |

| Estádio Nacional de Brasília, Brazíliaváros Nézőszám: 13 892 Játékvezető: Anna-Marie Keighley (új-zélandi) |

| 2016. augusztus 12. 16:00 (21:00) |

| Kína (CHN) | 0–1               | Németország (GER) |
| ---------- | ----------------- | ----------------- |
|            | (0–0) Jegyzőkönyv | Behringer 76'     |

| Arena Fonte Nova, Salvador da Bahia Nézőszám: 9 642 Játékvezető: Katerina Monzul (ukrán) |

| 2016. augusztus 12. 19:00 (0:00) |

| Kanada (CAN) | 1–0               | Franciaország (FRA) |
| ------------ | ----------------- | ------------------- |
| Schmidt 56'  | (0–0) Jegyzőkönyv |                     |

| Arena de São Paulo, São Paulo Nézőszám: 38 688 Játékvezető: Claudia Umpierrez (uruguayi) |

| 2016. augusztus 12. 22:00 (3:00) |

| Brazília (BRA)                                                           | 0–0 (h. u.) | Ausztrália (AUS)                                                            |
| ------------------------------------------------------------------------ | ----------- | --------------------------------------------------------------------------- |
|                                                                          | Jegyzőkönyv |                                                                             |
| Büntetőpárbaj                                                            |             |                                                                             |
| Andressa Alves Andressinha Beatriz Rafaelle Marta Debinha Mônica Tamires | 7–6         | Kellond-Knight Alleway van Egmond Polkinghorne Gorry Heyman Logarzo Kennedy |

| Estádio Mineirão, Belo Horizonte Nézőszám: 52 660 Játékvezető: Carol Chenard (kanadai) |

#### Elődöntők
| 2016. augusztus 16. 13:00 (18:00) |

| Brazília (BRA)                                      | 0–0 (h. u.) | Svédország (SWE)                        |
| --------------------------------------------------- | ----------- | --------------------------------------- |
|                                                     | Jegyzőkönyv |                                         |
| Büntetőpárbaj                                       |             |                                         |
| Marta Cristiane Andressa Alves Rafaelle Andressinha | 3–4         | Schelin Asllani Seger Fischer Dahlkvist |

| Maracanã Stadion, Rio de Janeiro Nézőszám: 70,454 Játékvezető: Lucia Venegas (mexikói) |

| 2016. augusztus 16. 16:00 (21:00) |

| Kanada (CAN) | 0–2               | Németország (GER)         |
| ------------ | ----------------- | ------------------------- |
|              | (0–1) Jegyzőkönyv | Behringer 21' Däbritz 59' |

| Estádio Mineirão, Belo Horizonte Nézőszám: 5,641 Játékvezető: Ri Hjangok (Ri Hyang-ok) (észak-koreai) |

#### Bronzmérkőzés
| 2016. augusztus 19. 13:00 (18:00) |

| Brazília (BRA) | 1–2               | Kanada (CAN)          |
| -------------- | ----------------- | --------------------- |
| Beatriz 79'    | (0–1) Jegyzőkönyv | Rose 25' Sinclair 52' |

| Arena de São Paulo, São Paulo Nézőszám: 39,718 Játékvezető: Teodora Albon (román) |

#### Döntő
| 2016. augusztus 19. 17:30 (22:30) |

| Svédország (SWE) | 1–2               | Németország (GER)                 |
| ---------------- | ----------------- | --------------------------------- |
| Blackstenius 67' | (0–0) Jegyzőkönyv | Marozsán 48' Sembrant 62' (öngól) |

| Maracanã Stadion, Rio de Janeiro Nézőszám: 52,432 Játékvezető: Carol Chenard (kanadai) |

| A 2016. évi nyári olimpiai játékok női labdarúgótornájának olimpiai bajnoka |
| · NÉMETORSZÁG · 1. cím                                                      |
| --------------------------------------------------------------------------- |

### Végeredmény
Az 5–16. helyezettek sorrendjének megállapítása az alábbi pontok alapján készült:
1. több szerzett pont (a 11-esekkel eldöntött találkozók a hosszabbítást követő eredménnyel, döntetlenként vannak feltüntetve)
2. jobb gólkülönbség
3. több szerzett gól

| Helyezés | Nemzet                        | M | Gy | D | V | G+ | G– | Gk  | P  |
| -------- | ----------------------------- | - | -- | - | - | -- | -- | --- | -- |
| Arany    | Németország (GER)             | 6 | 4  | 1 | 1 | 14 | 6  | +8  | 13 |
| Ezüst    | Svédország (SWE)              | 6 | 1  | 3 | 2 | 4  | 8  | −4  | 6  |
| Bronz    | Kanada (CAN)                  | 6 | 5  | 0 | 1 | 10 | 5  | +5  | 15 |
| 4.       | Brazília (BRA)                | 6 | 2  | 3 | 1 | 9  | 3  | +6  | 9  |
|          |                               |   |    |   |   |    |    |     |    |
| 5.       | Egyesült Államok (USA)        | 4 | 2  | 2 | 0 | 6  | 3  | +3  | 8  |
| 6.       | Franciaország (FRA)           | 4 | 2  | 0 | 2 | 7  | 2  | +5  | 6  |
| 7.       | Ausztrália (AUS)              | 4 | 1  | 2 | 1 | 8  | 5  | +3  | 5  |
| 8.       | Kína (CHN)                    | 4 | 1  | 1 | 2 | 2  | 4  | −2  | 4  |
|          |                               |   |    |   |   |    |    |     |    |
| 9.       | Új-Zéland (NZL)               | 3 | 1  | 0 | 2 | 1  | 5  | −4  | 3  |
| 10.      | Dél-afrikai Köztársaság (RSA) | 3 | 0  | 1 | 2 | 0  | 3  | −3  | 1  |
| 11.      | Kolumbia (COL)                | 3 | 0  | 1 | 2 | 2  | 7  | −5  | 1  |
| 12.      | Zimbabwe (ZIM)                | 3 | 0  | 0 | 3 | 3  | 15 | −12 | 0  |